# El Mouradia
El Mouradia è un comune dell'Algeria, situato nella provincia di Algeri.